# 쑤이닝시
쑤이닝(수녕, 중국어 간체자: 遂宁, 정체자: 遂寧, 병음: Suìníng)은 쓰촨성의 산지에 위치한 지급시이다.

## 지리
쑤이닝시는 쓰촨 분지의 중부에 위치하고, 강의 중류에 해당한다. 동경 105°03′26″－106°59′49″, 북위 30°10′50″－31°10′50″ 사이에 위치한다. 동서는 90.3km, 남북은 108.9km, 면적은 5,300km2이다. 쓰촨 분지의 중요 도시인 청두시 및 충칭시와는 등거리에 있다.
쑤이닝은 예부터의 문화 축적, 사람을 매혹시키는 그윽한 산수, 발달한 농공상업 등으로, 촨중(쓰촨성 중부) 지구의 정치, 경제, 문화의 중심이며, 방직이나 식품공업이 활발하다. 쓰촨 분지의 중부에 있고, 부강의 중류 부분이 관통한다. 동쪽은 난충시와 광안시, 서쪽은 더양시, 남쪽은 충칭시와 쯔양시, 북쪽은 몐양시에 접한다.
몇 개의 현에 석유, 가스, 소금과 같은 자원들이 있다. 318번 국도가 도시를 통과한다.

## 기후
| 쑤이닝시의 기후                                               | 쑤이닝시의 기후 | 쑤이닝시의 기후 | 쑤이닝시의 기후 | 쑤이닝시의 기후 | 쑤이닝시의 기후 | 쑤이닝시의 기후 | 쑤이닝시의 기후 | 쑤이닝시의 기후 | 쑤이닝시의 기후 | 쑤이닝시의 기후 | 쑤이닝시의 기후 | 쑤이닝시의 기후 | 쑤이닝시의 기후 |
| 월                                                            | 1월             | 2월             | 3월             | 4월             | 5월             | 6월             | 7월             | 8월             | 9월             | 10월            | 11월            | 12월            | 연간            |
| ------------------------------------------------------------- | --------------- | --------------- | --------------- | --------------- | --------------- | --------------- | --------------- | --------------- | --------------- | --------------- | --------------- | --------------- | --------------- |
| 역대 최고 기온 °C (°F)                                        | 19.3 (66.7)     | 23.1 (73.6)     | 31.0 (87.8)     | 34.7 (94.5)     | 36.4 (97.5)     | 36.3 (97.3)     | 38.6 (101.5)    | 40.3 (104.5)    | 40.1 (104.2)    | 31.7 (89.1)     | 26.2 (79.2)     | 18.2 (64.8)     | 40.3 (104.5)    |
| 일평균 최고 기온 °C (°F)                                      | 9.7 (49.5)      | 12.9 (55.2)     | 17.9 (64.2)     | 23.6 (74.5)     | 27.1 (80.8)     | 29.2 (84.6)     | 32.0 (89.6)     | 32.2 (90.0)     | 27.0 (80.6)     | 21.2 (70.2)     | 16.5 (61.7)     | 10.8 (51.4)     | 21.7 (71.0)     |
| 일일 평균 기온 °C (°F)                                        | 6.6 (43.9)      | 9.2 (48.6)      | 13.5 (56.3)     | 18.5 (65.3)     | 22.1 (71.8)     | 24.7 (76.5)     | 27.4 (81.3)     | 27.2 (81.0)     | 22.9 (73.2)     | 17.8 (64.0)     | 13.1 (55.6)     | 8.0 (46.4)      | 17.6 (63.7)     |
| 일평균 최저 기온 °C (°F)                                      | 4.3 (39.7)      | 6.6 (43.9)      | 10.3 (50.5)     | 14.7 (58.5)     | 18.4 (65.1)     | 21.4 (70.5)     | 24.0 (75.2)     | 23.6 (74.5)     | 20.1 (68.2)     | 15.5 (59.9)     | 10.7 (51.3)     | 6.0 (42.8)      | 14.6 (58.3)     |
| 역대 최저 기온 °C (°F)                                        | −2.9 (26.8)     | −2.1 (28.2)     | −0.7 (30.7)     | 3.4 (38.1)      | 9.2 (48.6)      | 13.8 (56.8)     | 18.2 (64.8)     | 16.9 (62.4)     | 14.0 (57.2)     | 2.9 (37.2)      | 0.7 (33.3)      | −3.8 (25.2)     | −3.8 (25.2)     |
| 평균 강수량 mm (인치)                                         | 14.0 (0.55)     | 16.2 (0.64)     | 30.4 (1.20)     | 59.2 (2.33)     | 95.8 (3.77)     | 168.8 (6.65)    | 187.7 (7.39)    | 148.7 (5.85)    | 111.8 (4.40)    | 71.3 (2.81)     | 26.5 (1.04)     | 13.5 (0.53)     | 943.9 (37.16)   |
| 평균 강수일수 (≥ 0.1 mm)                                      | 7.9             | 7.2             | 9.3             | 10.6            | 12.8            | 13.9            | 12.0            | 10.7            | 13.5            | 14.4            | 8.7             | 7.1             | 128.1           |
| 평균 강설일수                                                 | 1.0             | 0.4             | 0               | 0               | 0               | 0               | 0               | 0               | 0               | 0               | 0               | 0.3             | 1.7             |
| 평균 상대 습도 (%)                                            | 82              | 78              | 74              | 73              | 73              | 79              | 79              | 76              | 81              | 85              | 83              | 84              | 79              |
| 평균 월간 일조시간                                            | 36.4            | 49.2            | 88.3            | 123.5           | 125.7           | 107.7           | 154.6           | 164.1           | 92.7            | 58.8            | 49.9            | 27.3            | 1,078.2         |
| 가능 일조율                                                   | 11              | 16              | 24              | 32              | 30              | 26              | 36              | 40              | 25              | 17              | 16              | 9               | 24              |
| 출처: 중국기상국 (평년값: 1991년~2020년, 극값: 1971년~2010년) |                 |                 |                 |                 |                 |                 |                 |                 |                 |                 |                 |                 |                 |

## 역사
하나라, 상나라 왕조의 시기에는 양주(梁州)에 속했다고 여겨진다. 춘추시대 초기에 쑤이닝 부근은 촉나라의 영역이었고, 진에 의한 중국 통일 후에는 촉군이 되었다. 후한 말기의 220년, 현재의 시가지에 덕양현의 현청이 설치되었다. 330년, 동진 말기의 혼란을 틈타 이웅이 성한을 세웠고 덕양군의 군청이 이곳에 있었다.
'쑤이닝'의 지명의 유래는 동진과 16국이 병존했던 시기로 거슬러 올라간다. 쑤이닝은 16국 중에서 성한에 속했지만, 각국간의 싸움과 후계자 싸움으로 성한은 피폐해졌다. 347년, 동진의 환온 장군이 촉 정벌에 착수해 성한을 멸해, 쓰촨에서 50년 이상 계속된 혼란에 종지부를 찍었다. 환온은 개선 도중, 이곳의 바람과 태양의 아름다움을 보았고 노래나 춤 소리가 어딘가로부터 들려 오는 것에 평화로움을 느꼈다. 오랜 세월 전장에 있던 환온은 평화를 갈망하는 마음에서 이곳에 군을 두고, '전란의 종식과 안녕에 도달함'을 바라는 뜻으로 수녕(遂宁)이라고 명명했다고 한다. 이후, 이곳에는 수녕의 이름으로 군, 부, 주, 현 등이 두여져 일대의 중심지로서 번영했다.
남북조시대부터 송원대까지, 시역에는 석산군(石山郡), 소계현(小溪县), 방의현(方义县), 수주(遂州), 수주총관부(遂州总管府), 수주총독부(遂州总督府), 무신군절도사(武信军节度使) 등이 있었고 그 관할하에는 35개의 현이 있었다. 수녕성의 관할 지역이 최대에 이른 것은 당나라 말기로, 수주에 설치된 무신군절도사는 수주(쑤이닝), 창주(룽창), 합주(허촨), 유주(충칭), 노주(루저우)의 5주를 관할했다. 명대 이후, 수녕은 주에서 현으로 격하되었고, 동천부(현재의 싼타이현), 가릉도(현재의 난충시)등의 관할하가 되었다.
1935년, 중화민국에 의해 쓰촨성에 제18행정독찰구를 설치했을 때, 쑤이닝에는 제12행정독찰구가 놓여져 쑤이닝, 안웨, 중장, 싼타이, 서훙, 옌딩, 펑시, 퉁난, 러즈의 9현을 관할했다. 중화인민공화국 성립 후에 촨베이 행정구 쑤이닝 분구(川北行政区遂宁分区)가 놓여졌고 1952년에 쑤이닝 전구(遂宁专区)로 고쳐져 상기한 9현을 관할했지만, 1958년에 쑤이닝 전구가 폐지되어 쑤이닝은 인접하는 몐양 전구에 편입되었다.
1985년 2월, 국무원에 의해 쑤이닝현은 폐지되고 성할시가 되어, 스중구(원래의 쑤이닝현), 펑시현, 서훙현을 관할하게 되었다. 1997년 10월에 국무원에 의해 펑시현의 부강 서안 지역에 다잉현이 신설되었다. 2003년 12월에 국무원에 의해 스중구가 분할되고 촨산구와 안쥐구가 설치되어 쑤이닝시는 2구 3현으로 구성된 지급시가 되었다.

## 경제
석유, 천연가스, 소금이 주로 생산된다.

## 행정 구역

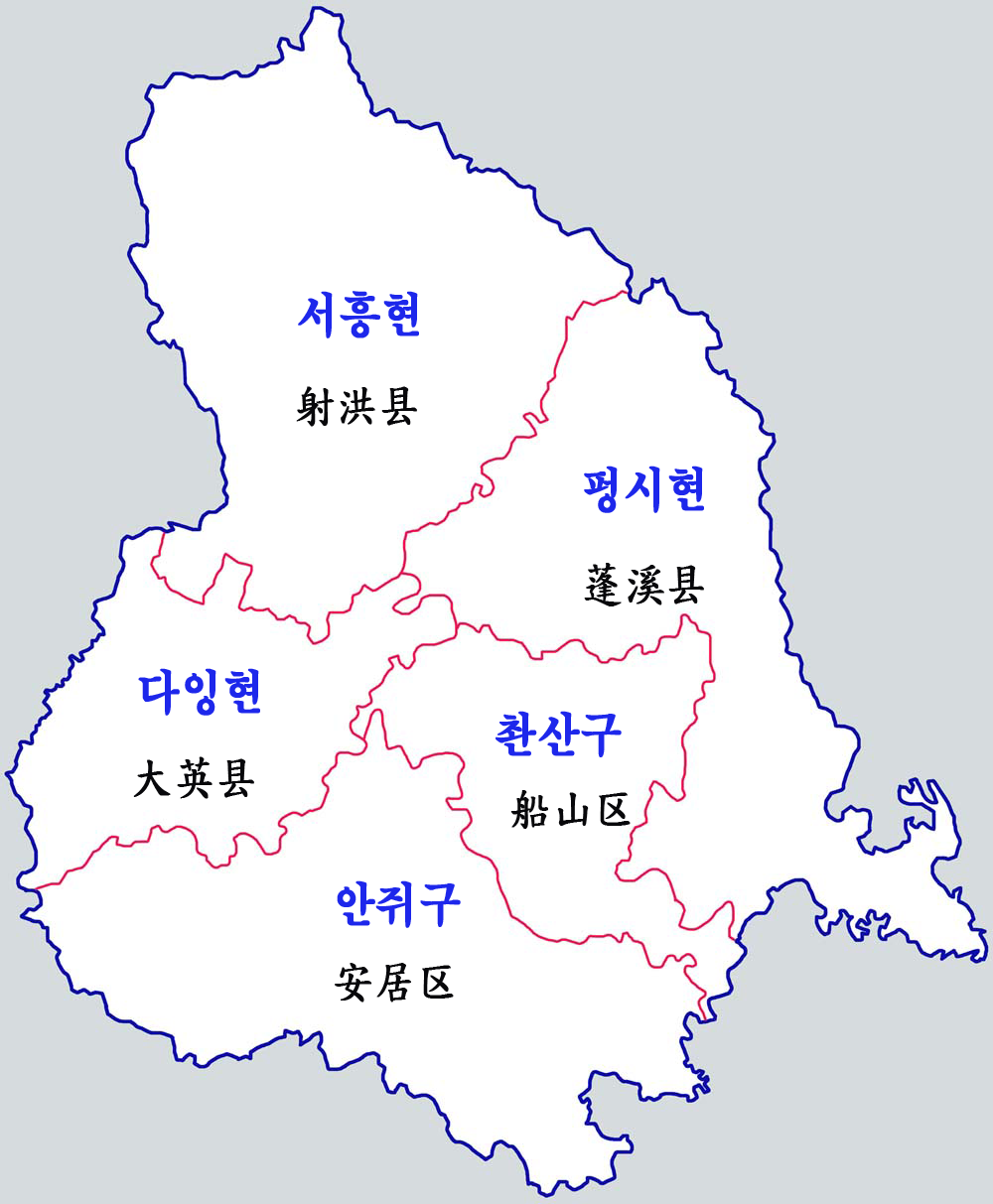
쑤이닝시 현급 행정구역도

2개의 시할구, 3개의 현을 관할한다.
시할구
- 촨산구(船山区)
- 안쥐구(安居区)

현
- 펑시현(蓬溪县)
- 서훙현(射洪县)
- 다잉현(大英县)

## 출신인물
- 진자앙 - 당대의 시인, 현재의 서훙현 출신